# Close-by Habitable Exoplanet Survey
CHES
Pour les articles homonymes, voir Ches.
Le Close-by Habitable Exoplanet Survey (CHES, « 近邻宜居行星巡天计划 », c'est-à-dire « Détection des exoplanètes habitables proches ») est un télescope spatial en cours d'étude par l'agence spatiale chinoise dont l'objectif est la détection et l'observation d'exoplanètes de type Terre ou super-Terre situées à proximité du système solaire. Si elle est retenue, la mission doit être lancée vers 2028. Le télescope spatial sera placé au point de Lagrange L2 du système Terre-Soleil. La mission primaire a une durée de cinq ans.

## Objectifs et méthode de détection
CHES utilise la méthode de l'astrométrie pour détecter les exoplanètes. Cette méthode n'a jusqu'à présent été mise en œuvre que par l'observatoire Gaïa de l'agence spatiale européenne dont l'objectif principal est la cartographie des étoiles de notre galaxie. Complémentaire de la méthode du transit et de celle de la vitesse radiale, elle permet, contrairement à ces dernières, d'observer des exoplanètes circulant sur des orbites éloignées de leur étoile. Le télescope spatial chinois doit étudier les exoplanètes tournant autour d'environ 100 étoiles situées à moins de 32,6 années-lumière. On estime que CHES devrait détecter une cinquantaine de Terres et de super-Terres ayant des périodes comprises entre 30 jours et 10 ans. Le télescope spatial doit étudier l'atmosphère de certaines d'entre elles dans le but de détecter la présence de méthane ou d'eau éléments propice à la vie (eau) ou pouvant refléter la présence de vie organique (méthane).

## Caractéristiques techniques
CHES est un télescope spatial doté d'un miroir de 1,4 mètre de diamètre d'une longueur focale de 42 mètres. La précision attendue est de une microseconde d'arc. Le télescope comprend trois spectrographes fonctionnant respectivement dans l'ultraviolet, le visible et l'infrarouge ainsi qu'une caméra observant dans l'infrarouge.